# Walto Tuomioja
Walto Wihtori Tuomioja (Parkano, 7 marzo 1888 – Helsinki, 2 ottobre 1931) è stato un politico e giornalista finlandese.

## Carriera
Tuomioja fu dapprima attivo nel partito della giovane Finlandia, poi nelle file del Partito Progressista Nazionale, con cui fu eletto al parlamento finlandese dal 1924 al 1929. Fu poi rieletto nel 1930, rimanendo deputato fino alla morte avvenuta nel 1931.
È stato editore dell'Helsingin Sanomat tra il 1927 ed il 1931.
Sia il figlio Sakari che il nipote Erkki hanno seguito le sue orme in politica: il primo è stato primo ministro della Finlandia, il secondo ministro degli esteri.